# Stazione di Porto Empedocle Cannelle
La stazione di Porto Empedocle Cannelle era una fermata ferroviaria  della città di Porto Empedocle, in provincia di Agrigento. Era la stazione più utilizzata in città quando era ancora attiva la linea a scartamento ridotto.

## Storia

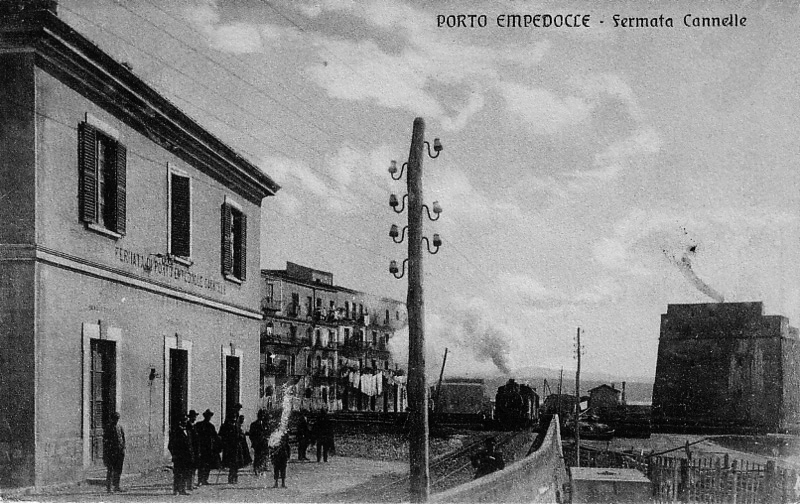
Il fabbricato della stazione di Porto Empedocle Cannelle; sulla destra la Torre di Carlo V

La stazione, inaugurata nel dicembre del 1911, divenne, per importanza, la seconda stazione ferroviaria a servizio della città di Porto Empedocle. 
Nella stazione fermavano tutti i treni in partenza ed in arrivo per Castelvetrano e Agrigento. 
Negli ultimi anni di esercizio fu eliminato l'unico tronchino di servizio utilizzato dal personale ferroviario per il ricovero di carrelli di ispezione linea. La fermata rimase attiva fino al dicembre del 1977, quando il capolinea della Castelvetrano - Porto Empedocle fu arretrato a Realmonte, e venne definitivamente chiusa all'esercizio nei primi mesi del 1978, quando le FS decretarono la soppressione del tronco compreso tra Ribera e Porto Empedocle. 
Il Fabbricato Viaggiatori, abbandonato per alcuni decenni,  venne successivamente acquistato dal Comune di Porto Empedocle e adibito, nei primi anni 2000, a biblioteca, intitolata all’ex Sindaco Giuseppe Sinesio.